# 張元琳
張元琳（1621年1月18日—17世紀），字西塘，福建泉州府晉江縣人，明朝、南明政治人物。

## 生平
張元琳是崇禎九年（1636年）丙子科福建鄉試舉人，崇禎十六年（1415年）成進士，獲授庶吉士，次年（1644年）李自成攻陷北京，他投降大順，任職防禦使；不久往南投奔隆武朝廷，依舊為庶吉士，曾為其叔父張瑞圖請諡。
福京淪陷，張元琳投降清朝，隨即在順治四年（1647年）任職按察使司副使，佟養甲派他招降張家玉，被對方斥責；同年五月任命為廣東按察使司僉事，管布政使司嶺西道參議事。李成棟反正，他跟隨前往永曆朝廷，廣東督糧參議、嶺西道參政，官至太僕卿。

## 引用
1. ↑  《清代人物生卒年表》：原注：「張元琳生於萬曆四十八年十二月二十六日，公曆為1621年1月18日。」
2. 1 2  錢海岳《南明史·卷五十八·列傳第三十四》：（永曆）時張元琳、樊師孔、傅應期、官撫極、劉靖、高𦒰先後官太僕。元琳，字西塘，晉江人。崇禎十六年進士，改庶吉士。降李自成，南歸。李成棟反正，歷廣東督糧參議、嶺西參政、太僕卿。
3. ↑  道光《晉江縣志·卷三十·選舉志》：崇禎十六年癸未楊廷鑒榜 張元琳 翰林，分守嶺西道加太僕寺……崇禎九年丙子科 解元蔡高標榜……張元琳 府學，癸未進士
4. ↑  《明季北略·卷二十二》：從逆諸臣……張元琳，福建晉江人。崇禎癸未庶吉士，原官。一云防禦使。
5. ↑  《爝火錄·卷十二》：（隆武元年七月）而庶吉士張元琳為其叔父請謚，欽賜其叔瑞圖為「文繆」；即此帝（隆武帝）意可知矣。
6. ↑  《南明野史·卷下·永曆皇帝紀》：是年（永曆元年）春，佟養甲素聞家玉名，遣副使張元琳即家召之。家玉衣冠出見，責元琳以大義。
7. ↑  《清世祖章皇帝實錄·卷之三十二》：（順治四年五月）……進士張元琳為按察使司僉事，管分守嶺西道參議事。